# Zapożyczenie zwrotne
Zapożyczenie zwrotne (rzadziej zapożyczenie powrotne, zapożyczenie wsteczne) – zapożyczenie w języku, źródłem którego był wyraz zapożyczony z tego języka. W rezultacie powstaje zazwyczaj dublet, jeśli zapożyczone słowo występuje obok wyrazu oryginalnego, choć w innych przypadkach wyraz oryginalny mógł już zaniknąć.

## Przykłady

### Język polski
W języku polskim zapożyczeń zwrotnych jest względnie mało. Jako przykłady tego zjawiska można jednak zaliczyć takie wyrazy, jak:
- gazda ‘bogatszy gospodarz (u górali)’ ← węg. gazda ‘głowa domu, gospodarz; właściciel, posiadacz; chłop posiadający ziemię, rolnik’ ← psł. (lub prapol.) *gospoda ‘panowie, państwo, gospodarze, członkowie wyższej warstwy społecznej’
- Lach ← ukr. Лях ‘Polak’ ← strus. Ляхъ m. ‘Polak, Słowianin mówiący językiem lechickim’ ← wschsłow. (wczesn.) *Lęchъ ← prapol. *Lędzaninъ
- kwark ← ang. quark ← niem. Quark ← śrgniem. quarc, twarc, zwarg ← stpol. twarog

### Język niemiecki
Dosyć obszerną listę zapożyczeń zwrotnych do języka niemieckiego sporządził Jochen A. Bär. Wśród nich znajdują się m.in.:
- Guerilla ← hiszp. guerrilla ‘mała wojna, partyzantka’ ← hiszp. guerra ‘wojna’ ← frank.(inne języki) *werru ‘zamieszanie, wojna’[5]
- Balkon ‘balkon’ ← fr. balcon ‘balkon, ganek’ ← wł. balcone ‘ganek, balkon’ ← frank.(inne języki) *balkōn ‘belka’ (por. rodzimy wyraz niem. Balken ‘belka’ ← germ. *balkōn)[6]
- Bank ‘ławka, lada, stół warsztatowy, bank’ ← fr. banque ‘bank’ ← wł. banca ‘bank’ ← wł. banco ‘ławka, ława; lada, kantorek, stół do pisania; warsztat; bank’ ← frank.(inne języki) *banka ‘ława do siedzenia lub pracy’[6]